# Мурадова, Бахар Аваз кызы
Мурадова, Бахар Аваз кызы (азерб. Muradova Bahar Avaz qızı; род. 20 марта 1962, Физули) — политический деятель Азербайджана, депутат (2000—2020), бывший заместитель председателя Милли Меджлиса Азербайджанской Республики, бывший руководитель азербайджанской делегации Парламентской Ассамблеи ОБСЕ, председатель Государственного комитета Азербайджанской Республики по проблемам семьи, женщин и детей, доктор философии по политическим наукам.

## Биография
Бахар Мурадова родилась 20 марта 1962 года в городе Физули. В 1990 году окончила филологический факультет Азербайджанского государственного университета. В 2000 году окончила юридический факультет университета «Азербайджан».

### Карьера
В 1993—1995 годах работала инструктором главы исполнительной власти Ясамальского района города Баку. В 1995—2000 годах занимала должность референта общественно-политического отдела исполнительного аппарата президента Азербайджанской республики.
12 марта 2020 года распоряжением Президента Азербайджана Ильхам Алиева Бахар Мурадова назначена председателем Государственного комитета Азербайджанской Республики по проблемам семьи, женщин и детей.

## Ордена, премии
- Орден «Слава» (16 марта 2012 года) — за активное участие в общественно-политической жизни Азербайджанской Республики[3][4]
- Орден «За службу Отечеству» II степени (19 марта 2022 года) — за плодотворную деятельность в общественно-политической жизни Азербайджанской Республики[5]
- Медаль «Ветеранская солидарность» (2015, Организация ветеранов войны, труда и Вооружённых сил Азербайджанской Республики)[6]
- Диплом «Заботливое отношение к ветеранам» (2015, Организация ветеранов войны, труда и Вооружённых сил Азербайджанской Республики)[6]
- Орден «Содружество» (27 марта 2017 года, Межпарламентская ассамблея СНГ) — за активное участие в деятельности Межпарламентской Ассамблеи и её органов, вклад в укрепление дружбы между народами государств — участников Содружества Независимых Государств[7]
- Медаль «МПА СНГ. 25 лет» (27 марта 2017 года, Межпарламентская ассамблея СНГ) — за заслуги в деле развития и укрепления парламентаризма, за вклад в развитие и совершенствование правовых основ функционирования Содружества Независимых Государств, укрепление международных связей и межпарламентского сотрудничества[8]